# アロンダイト (競走馬)
アロンダイト (Alondite) は、日本で生産・調教された競走馬である。重賞初挑戦となった2006年11月25日のジャパンカップダート（GI）で優勝を果たした。
馬名はアーサー王伝説に登場するランスロットの愛剣アロンダイトから。ジャパン・スタッドブック・インターナショナル (JAIRS) や日本中央競馬会 (JRA) に登録されている欧字名は "Alondite"。古文書の中には剣名の綴りを "Aroundight" や "Arondight" としているものもあり、馬主であるキャロットクラブ（キャロットファーム）も当初、"Arondight" の綴りを使用していた。しかし、ジャパンカップダート出走前の2006年11月、「国際競走への出走を機に」と "Alondite" へ一本化、出資会員へアナウンスされた。

## 戦績
2005年10月23日に鞍上幸英明で京都競馬場芝2000メートルの新馬戦に出走。9頭立ての8着と大敗を喫する。続く未勝利戦も11着と大敗したことを受けて、陣営はダート路線へと転換を図る。すると芹沢純一に騎手が替わった3戦目で3着と初の入着を果たすと、後藤浩輝が手綱を取った4戦目で初勝利を挙げる。
ここから500万下、魚沼特別（1000万下）、そして銀蹄ステークス（1600万下）まで初勝利から4連勝を飾ると、陣営はどこまで通用するか試す意味も含め、初の重賞挑戦にGIのジャパンカップダートを選んだ。レースは速い流れで進み、4コーナーからの混戦を抜けたシーキングザダイヤとの一騎討ちを制し、初勝利から5連勝という離れ業で初重賞・初GI制覇を飾った。また、この年のJRA賞で最優秀ダートホースに選ばれた。
2007年2月1日にノーザンファームで左前脚の球節部分の手術を受けた。春シーズンは休養に充て、秋のシリウスステークスで復帰。レースでは、中団から早めに先頭に並びかけるものの、突き抜けることができず、4着に敗れた。その後10月14日に左第一指骨の骨折が判明。これにより長期休養を余儀なくされ、2008年は全休となった。
そして、復帰戦となった2009年3月8日の仁川ステークスに出走、2番人気に支持されたが8着に終わった。続く3月29日のマーチステークスでは4番人気で7着だった。その後、4月26日のアンタレスステークスでは中団から最後の直線で馬場の外側から伸びてくるものの6着に敗れた。続く5月24日の東海ステークスでは2コーナー過ぎから捲って先頭に立つも最後の直線でワンダースピードにかわされ2着に敗れた。その後、初の地方競馬遠征となった6月24日の帝王賞に出走したが、4着に敗れた。続く8月13日のブリーダーズゴールドカップではスマートファルコンの3着だった。続く9月21日のエルムステークスでは好位からレースを進めたが、直線で伸び切れず6着に終わった。2011年8月5日付で競走馬登録を抹消、ノーザンホースパークで乗馬となった。2022年4月、ノーザンホースパークから岡山県真庭市のオールド・フレンズ・ジャパンに移動し功労馬として余生を送ることになった。

## 競走成績
| 競走日     | 競馬場 | 競走名          | 格       | 頭数 | 枠番 | 馬番 | オッズ （人気） | 着順 | 騎手     | 斤量 [kg] | 馬場・距離 （馬場状態） | タイム （上がり3F） | 着差 | 1着馬（2着馬）         |
| ---------- | ------ | --------------- | -------- | ---- | ---- | ---- | --------------- | ---- | -------- | --------- | ----------------------- | ------------------- | ---- | ---------------------- |
| 2005.10.23 | 京都   | 2歳新馬         |          | 9    | 5    | 5    | 4.8（2人）      | 8着  | 幸英明   | 55        | 芝2000m（良）           | 2.10.3（35.4）      | 1.5  | ダークメッセージ       |
| 2005.11.05 | 京都   | 2歳未勝利       |          | 15   | 2    | 3    | 74.1（11人）    | 11着 | 幸英明   | 55        | 芝2000m（良）           | 2.03.2（35.7）      | 1.7  | アグネスヨジゲン       |
| 2006.05.21 | 新潟   | 3歳未勝利       |          | 15   | 3    | 4    | 19.9（6人）     | 3着  | 芹沢純一 | 56        | ダ1800m（稍）           | 1.55.6（37.7）      | 0.5  | バンブーワールド       |
| 2006.06.10 | 東京   | 3歳未勝利       |          | 16   | 2    | 3    | 2.0（1人）      | 1着  | 後藤浩輝 | 56        | ダ2100m（重）           | 2.13.9（37.6）      | -1.3 | （ハイエンドクォーツ） |
| 2006.07.09 | 京都   | 3歳上500万下    |          | 16   | 8    | 16   | 5.6（3人）      | 1着  | 後藤浩輝 | 54        | ダ1800m（良）           | 1.51.3（37.6）      | -0.2 | （タマモコンチェルト） |
| 2006.07.29 | 新潟   | 魚沼特別        | 1000万下 | 15   | 6    | 11   | 2.6（1人）      | 1着  | 後藤浩輝 | 54        | ダ1800m（稍）           | 1.51.7（37.8）      | -0.4 | （エイシンロンバード） |
| 2006.10.22 | 東京   | 銀蹄S           | 1600万下 | 10   | 8    | 9    | 2.2（1人）      | 1着  | 後藤浩輝 | 55        | ダ2100m（良）           | 2.13.1（35.5）      | -0.1 | （シルクウィザード）   |
| 2006.11.25 | 東京   | ジャパンCダート | GI       | 15   | 3    | 4    | 15.2（7人）     | 1着  | 後藤浩輝 | 55        | ダ2100m（良）           | 2.08.5（36.0）      | -0.2 | （シーキングザダイヤ） |
| 2007.09.29 | 阪神   | シリウスS       | GIII     | 13   | 8    | 12   | 4.9（2人）      | 4着  | 後藤浩輝 | 59        | ダ2000m（良）           | 2.05.4（37.2）      | 0.3  | ドラゴンファイヤー     |
| 2009.03.08 | 阪神   | 仁川S           | OP       | 13   | 5    | 6    | 5.0（2人）      | 8着  | 後藤浩輝 | 58        | ダ2000m（不）           | 2.06.2（37.0）      | 0.5  | エスケーカントリー     |
| 2009.03.29 | 中山   | マーチS         | GIII     | 16   | 7    | 14   | 8.9（4人）      | 7着  | 後藤浩輝 | 58.5      | ダ1800m（良）           | 1.52.6（37.2）      | 0.7  | エスポワールシチー     |
| 2009.04.26 | 京都   | アンタレスS     | GIII     | 16   | 7    | 14   | 16.1（6人）     | 6着  | 後藤浩輝 | 58        | ダ1800m（重）           | 1.48.7（36.2）      | 0.9  | ウォータクティクス     |
| 2009.05.24 | 中京   | 東海S           | GII      | 16   | 8    | 16   | 9.3（3人）      | 2着  | 和田竜二 | 58        | ダ2300m（良）           | 2.23.9（37.2）      | 0.2  | ワンダースピード       |
| 2009.06.24 | 大井   | 帝王賞          | JpnI     | 13   | 8    | 12   | 5.5（3人）      | 4着  | 後藤浩輝 | 57        | ダ2000m（不）           | 2.05.5（37.7）      | 1.9  | ヴァーミリアン         |
| 2009.08.13 | 門別   | ブリーダーズGC  | JpnII    | 15   | 2    | 3    | 9.3（4人）      | 3着  | 後藤浩輝 | 58        | ダ2000m（重）           | 2.02.7（37.9）      | 0.5  | スマートファルコン     |
| 2009.09.21 | 新潟   | エルムS         | GIII     | 14   | 7    | 13   | 7.5（3人）      | 6着  | 後藤浩輝 | 58        | ダ1800m（良）           | 1.51.8（36.5）      | 0.7  | マチカネニホンバレ     |

## 血統表
| アロンダイトの血統                                | アロンダイトの血統                             | アロンダイトの血統                         | （血統表の出典）                           | （血統表の出典） |
| 父系                                              | キングマンボ系（ミスタープロスペクター系）     | キングマンボ系（ミスタープロスペクター系） | キングマンボ系（ミスタープロスペクター系） | [ § 2 ]          |
| 父 *エルコンドルパサー El Condor Pasa 1995 黒鹿毛 | 父の父Kingmambo 1990 鹿毛                      | Mr. Prospector                             | Raise a Native                             | Raise a Native   |
| 父 *エルコンドルパサー El Condor Pasa 1995 黒鹿毛 | 父の父Kingmambo 1990 鹿毛                      | Mr. Prospector                             | Gold Digger                                |                  |
| 父 *エルコンドルパサー El Condor Pasa 1995 黒鹿毛 | 父の父Kingmambo 1990 鹿毛                      | Miesque                                    | Nureyev                                    | Nureyev          |
| 父 *エルコンドルパサー El Condor Pasa 1995 黒鹿毛 | 父の父Kingmambo 1990 鹿毛                      | Miesque                                    | Pasadoble                                  |                  |
| 父 *エルコンドルパサー El Condor Pasa 1995 黒鹿毛 | 父の母*サドラーズギャル Saddlers Gal 1989 鹿毛 | Sadler's Wells                             | Northern Dancer                            | Northern Dancer  |
| 父 *エルコンドルパサー El Condor Pasa 1995 黒鹿毛 | 父の母*サドラーズギャル Saddlers Gal 1989 鹿毛 | Sadler's Wells                             | Fairy Bridge                               |                  |
| 父 *エルコンドルパサー El Condor Pasa 1995 黒鹿毛 | 父の母*サドラーズギャル Saddlers Gal 1989 鹿毛 | Glenveagh                                  | Seattle Slew                               | Seattle Slew     |
| 父 *エルコンドルパサー El Condor Pasa 1995 黒鹿毛 | 父の母*サドラーズギャル Saddlers Gal 1989 鹿毛 | Glenveagh                                  | Lisadell                                   |                  |
| 母 *キャサリーンパー Cathrine Parr 1987 青鹿毛    | 母の父Riverman 1969 鹿毛                       | Never Bend                                 | Nasrullah                                  | Nasrullah        |
| 母 *キャサリーンパー Cathrine Parr 1987 青鹿毛    | 母の父Riverman 1969 鹿毛                       | Never Bend                                 | Lalun                                      |                  |
| 母 *キャサリーンパー Cathrine Parr 1987 青鹿毛    | 母の父Riverman 1969 鹿毛                       | River Lady                                 | Prince John                                | Prince John      |
| 母 *キャサリーンパー Cathrine Parr 1987 青鹿毛    | 母の父Riverman 1969 鹿毛                       | River Lady                                 | Nile Lily                                  |                  |
| 母 *キャサリーンパー Cathrine Parr 1987 青鹿毛    | 母の母Regal Exception 1969 鹿毛                | Ribot                                      | Tenerani                                   | Tenerani         |
| 母 *キャサリーンパー Cathrine Parr 1987 青鹿毛    | 母の母Regal Exception 1969 鹿毛                | Ribot                                      | Romanella                                  |                  |
| 母 *キャサリーンパー Cathrine Parr 1987 青鹿毛    | 母の母Regal Exception 1969 鹿毛                | Rajput Princess                            | Prince Taj                                 | Prince Taj       |
| 母 *キャサリーンパー Cathrine Parr 1987 青鹿毛    | 母の母Regal Exception 1969 鹿毛                | Rajput Princess                            | Royal Arrival                              |                  |
| 母系(F-No.)                                       | 16号族(FN:16-a)                                | 16号族(FN:16-a)                            | 16号族(FN:16-a)                            | [ § 3 ]          |
| 5代内の近親交配                                   | Northern Dancer S4×S5, Special S5×S5           | Northern Dancer S4×S5, Special S5×S5       | Northern Dancer S4×S5, Special S5×S5       | [ § 4 ]          |
| 出典                                              | 1. 2. 3. 4.                                    | 1. 2. 3. 4.                                | 1. 2. 3. 4.                                | 1. 2. 3. 4.      |

- 全姉クリソプレーズの産駒に2013年ジャパンダートダービー優勝馬クリソライト、2015年エリザベス女王杯・2016年宝塚記念優勝馬マリアライト、2015年神戸新聞杯優勝馬リアファル、2019年ジャパンダートダービー・チャンピオンズカップ・2020年帝王賞・JBCクラシック優勝馬クリソベリルがいる。